# Veliki Brezovec
 Veliki Brezovec  falu Horvátországban Zágráb megyében. Közigazgatásilag Gradechez tartozik.

## Fekvése
Zágrábtól 40 km-re északkeletre, községközpontjától  2 km-re északnyugatra, a megye északkeleti részén fekszik.

## Története
A településnek 1857-ben 160, 1910-ben 324 lakosa volt. Trianonig Belovár-Kőrös vármegye Kőrösi járásához tartozott. 2001-ben 188 lakosa volt.

## Lakosság
| Lakosság változása | Lakosság változása | Lakosság változása | Lakosság változása | Lakosság változása | Lakosság változása | Lakosság változása | Lakosság változása | Lakosság változása | Lakosság változása | Lakosság változása | Lakosság változása | Lakosság változása | Lakosság változása | Lakosság változása |  |
| ------------------ | ------------------ | ------------------ | ------------------ | ------------------ | ------------------ | ------------------ | ------------------ | ------------------ | ------------------ | ------------------ | ------------------ | ------------------ | ------------------ | ------------------ |  |
| 1857               | 1869               | 1880               | 1890               | 1900               | 1910               | 1921               | 1931               | 1948               | 1953               | 1961               | 1971               | 1981               | 1991               | 2001               |  |
| 160                | 191                | 200                | 254                | 279                | 324                | 317                | 315                | 323                | 328                | 293                | 249                | 209                | 206                | 188                |  |

## Külső hivatkozások
Gradec község hivatalos oldala